# أحمد الرحماني الهمداني
الشيخ أحمد بن مالك الرحماني الهمداني (1355 هـ - 1424 هـ). هو رجل دين ومؤلف شيعي إيراني من أهل همدان، وإليها نسبته الهمداني، وآثار الهمداني ومؤلفاته مكتوبة باللغة العربيَّة، وترجم بعضها إلى اللغة الفارسيَّة.

## ولادته ونشأته
ولد في همدان سنة 1355 هـ، وبها نشأ وبدأ دراسته الدينيَّة (الحوزويَّة)، فقرأ بعض المتون الفارسيَّة، وأتمَّ المقدمات والسطوح الوسطى في مدرسة آية الله الشيخ محمد علي العالمي الدامغاني، وأما السطوح العالية فقد قرأها على أسد الله حجت الهمداني، ومصطفى الهاشمي، وعلي الأنصاري. ثم درس كتب كفاية الأصول والعروة الوثقى عند الملا علي الهمداني.

## هجرته إلى طهران
هاجر إلى طهران ودرس فيها عند محمد تقي الآملي، وأبو الحسن الشعراني، واشتغل بالخطابة والوعظ والتأليف بالإضافة إلى اشتغاله بالتدريس سنوات عديدة في مدرسة آية الله المجتهدي الطهراني، ثم أسَّس مدرسة عرفت باسم مدرسة آية الله الآخوند الهمداني.

## وفاته
أصيب بسكتة دماغية أدخل على إثرها مستشفى بقيَّة الله في طهران، وأعلن عن وفاته في الخامس عشر من جمادى الآخرة، وأصدرت عدد من المرجعيات الشيعيَّة في إيران بيانات تعزيَّة بوفاته؛ كان منهم: الوحيد الخراساني، والصافي الگلپايگاني، والفاضل اللنكراني، وحسين نوري الهمداني، وناصر مكارم الشيرازي. دفن الهمداني بالقرب من مرقد علي بن بابويه بمدينة قم.

## مؤلفاته
من مؤلفاته:
| - فاطمة الزهراء بهجة قلب المصطفى. يتحدث فيه عن سيرة فاطمة الزهراء، وقد ترجم ترجمتين إلى الفارسيَّة؛ فواحدة لحسن افتخارزاده سبزواري بعنوان فاطمه زهرا شادماني دل پيامبر، وأخرى لمهدي جعفري بعنوان فاطمه زهرا سرور دل پیامبر. - الحسن المجتبى مهجة قلب المصطفى. في سيرة الحسن بن علي بن أبي طالب. | - علي بن أبي طالب من حبه عنوان الصحيفة. - مقاله تکامل در سایه أهل بیت. بالفارسية. |